# Jaden Michael
Jaden Michael (New York, 5 ottobre 2003) è un attore statunitense, noto per il ruolo di Mickey Bolitar nella serie televisiva di Prime video: Shelter.

## Filmografia
- La stanza delle meraviglie  (Wonderstruck), regia di Todd Haynes (2017)
- Vampires vs. the Bronx, regia di Oz Rodriguez (2020)
- Colin in Black & White – serie TV (2021)
- Shelter (Harlan Coben's Shelter) – serie TV, 8 episodi (2023)

## Doppiatori italiani
Nelle versioni in italiano delle opere in cui ha recitato, Jaden Michael è stato doppiato da:
- Gabriele Caprio in La stanza delle meraviglie
- Mattia Fabiano in Blue Bloods
- Lorenzo D'Agata in Shelter